# Saikin, Imōto no Yōsu ga Chotto Okaishiinda ga.
Saikin, Imōto no Yōsu ga Chotto Okaishiinda ga. (最近、妹のようすがちょっとおかしいんだが。 Saikin, Imōto no Yōsu ga Chotto Okashiin Da Ga. ?, lit. Últimamente, mi hermana menor ha estado actuando un poco extraño.), también conocida como Recently, My Sister is Unusual en inglés, y como ImoCho (妹ちょ。?) de forma abreviada, es un manga Japonés de Mari Matsuzawa, serializado en Fujimi Shobo Monthly Dragon Age desde el 9 de noviembre de 2010. Cuenta con una serie anime que se estrenó en Japón en enero de 2014. También será adaptado a una novela ligera escrito por Kougetsu Mikazuki, publicado el 18 de enero de 2014 en Fujimi Shobo, la imprenta de Fujimi Fantasia Bunko. Una adaptación en imagen real se estrenó el 17 de mayo de 2014.

## Argumento
Kanzaki Mitsuki, una chica de secundaria 'hija única' hasta que su madre se vuelve a casar con un hombre viudo que tiene un hijo. Poco después, su nuevo padrastro es transferido al extranjero y su madre se va con él, dejando a Mitsuki a vivir sola con su nuevo hermano, Yuya. Sintiéndose abandonada por su madre, ella se queda distante de Yuya, nunca se llevó muy bien con él y ni siquiera mantienen una conversación normal. 
Un día, Mitsuki es visitada por un ángel/fantasma llamado Hiyori, es el espíritu perdido de una niña que murió, pero no puede llegar a las puertas del cielo para conseguir la paz eterna. Con el fin de alcanzar el cielo, Hiyori propone a Mitsuki colocar un cinturón de castidad, que se llenará cada vez que sienta pensamientos amorosos hacia el primer amor que una vez tuvo cuando Hiyori estaba viva, quien en este caso resulta ser Yuya. Ya sea simplemente yendo a una cita, besarlo e incluso llegando a tener sexo. Por cada vez que se llena, Hiyori ganaría un escalón hacia las puertas del cielo. Con el fin de deshacerse de la molesta Hiyori, Mitsuki acepta hacer algunos movimientos audaces y sexy contra su propio hermano, aunque sólo sea un hermanastro. Pero en el proceso también ayudará a Hoyori a acercarse y conocer mejor a su hermano.

## Personajes

### Personajes principales
Mitsuki Kanzaki (神前 美月 Kanzaki Mitsuki?)
Seiyū: Chinami Hashimoto
La protagonista, Mitsuki ha estado viviendo con su hermanastro Yuya, desde el segundo matrimonio de su madre. Ella tenía una mala relación con su verdadero padre, lo que resultó en una opinión fría hacia todos los hombres, sin excepción alguna. Ella está poseída (a ratos) por el fantasma de Hiyori y obligada a ayudarla a transmitir su experiencia en situaciones de "acaramelados" con Yuya; de otro modo Hiyori se podría ir al infierno junto con ella. La posesión causó que apareciera un cinturón de castidad en ella, el cual no puede despegar, excepto en el baño y el aseo por unos minutos, y sólo en el momento en que sea absolutamente necesario, después de lo cual volverá a aparecer. Está interpretada por Tenka Hashimoto en la versión en imagen real.
Yūya Kanzaki (神前 夕哉 Kanzaki Yūya?)
Seiyū: Junji Majima
El hermanastro de Mitsuki. Un estudiante de secundaria promedio japonés, el objetivo de Yuya es tener una relación de hermanos normal con su nueva hermanita. Él es generalmente de buen corazón, porque se crio sin madre y sabe poco sobre las mujeres, tiene una increíblemente pobre capacidad de comprender y empatizar con los sentimientos de Mitsuki. Él también tiene una tendencia a hacer suposiciones muy imprecisas sobre las circunstancias inusuales, a pesar de sus buenas intenciones, sus intentos de ayudar a Mitsuki a menudo hacen que las cosas empeoren. Debido a su propio malentendido sobre el cinturón de castidad que tiene Mitsuki y Hiyori, cree que Mitsuki y Hiyori son una "pareja cosplay de lesbianas".
Hiyori Kotobuki (寿 日和 Kotobuki Hiyori?)
Seiyū: Yui Ogura
El espíritu de una niña muerta, quien posee/manipula a Mitsuki de vez en cuando. Hiyori no tiene recuerdos de cuando ella aún estaba viva, incluso su propio nombre; el nombre Hiyori Kotobuki no es su verdadero nombre. Pero sí recuerda su amor por Yuya, hasta el punto de ver a Yuya como su propio hermano mayor. Hiyori empuja a menudo a Mitsuki para participar en una relación incestuosa con su hermanastro, en contra voluntad de Mitsuki. Hiyori también se destaca por ser muy atlética, mostrando gran talento en cualquier deporte, como se muestra cuando posee a Mitsuki.
Yukina Kiritani (桐谷 雪那 Kiritani Yukina?)
Seiyū: Hisako Kanemoto
Amiga de la infancia de Yuya. Cuando los dos eran jóvenes, Yukina actuaba como la hermana mayor de Yuya y es conocida por Yuya por ser muy varonil. Cuando era adolescente, Yukina crece y es más femenina y delicada y desarrolla sentimientos por Yuya.

### Otros personajes
Shōtarō Torii (鳥井 正太郎 Torii Shōtarō?)
Seiyū: Yasuaki Takumi
Compañero de clase de Yuya y su mejor amigo, Shōtarō Torii desearía tener el incesto que fantasea que hay entre hermano y hermana que podría estar teniendo Yuya con Mitsuki. Sin embargo, casi nunca se lleva bien con su propia hermana, Moa Torii. Aparte de eso, no duda en coquetear con las chicas de cualquier edad, jóvenes o mayores, como con la tía de Mitsuki, Nanami Akesaka.
Neko (根子?)
Seiyū: Mikoi Sasaki
La rara y tranquila, siempre está observando a Yuya, Neko parece saber sobre la situación de Mitsuki con Hiyori. Algunas veces, Neko ha estado en una posición para ayudar con la relación hermano-hermana, como entregar entradas para todos a un parque acuático propiedad de su padre. En realidad, es muy posible que Neko está directamente involucrada en la situación de Mitsuki y de Hiyori con el cinturón de castidad, tal como un agente del Cielo, como se sugiere en el video de apertura del anime. 
Al mismo tiempo, ella misma Neko termina una parte de este tipo de situaciones, como en las vacaciones en los baños termales, se abstiene de mostrar demasiada piel, por lo que lleva un traje de baño de una pieza. Hay teorías de fanes de por qué ella lo hace, pero su excusa es que se trata de una política familiar.
Ayaka Tachibana (橘 彩花 Tachibana Ayaka?)
Seiyū: Manami Tanaka
Nanami Akesaka (明坂 七海 Akesaka Nanami?)
Seiyū: Kumi Sakuma
La tía de Mitsuki, y un poco bebedora, Nanami se encarga de visitar a Yuya y Mitsuki mientras sus padres están fuera.
Moa Torii (鳥井 萌亜 Torii Moa?)
Seiyū: Aimi Terakawa
La hermana menor de Shotaro Torii, y estudiante de secundaria. Ella y su hermano apenas se llevan bien, lo que hace a Moa a menudo desear tener un hermano más agradable, como Yuya con Mitsuki. Cuando discute con su hermano, que a menudo utiliza el insulto "calvo", a pesar de que su hermano tiene una cabeza llena de cabello.
Gōsetsu Kiritani (桐谷 豪雪 Kiritani Gōsetsu?)
Minami-sensei (南先生?)
Seiyū: Izumi Kitta
Tetsuya Kanzaki (神前 哲也 Kanzaki Tetsuya?)
El padre de Yuya.
Seiyū: Yutaka Aoyama
Kyōko Kanzaki (神前 香子 Kanzaki Kyōko?)
La madre de Mitsuki.
Seiyū: Miki Itō

## Multimedia

### Manga
Se publicará en Español por editorial Kamite en México.

### Anime
Una adaptación al anime se estrenó en Tokyo MX y SUN el 4 de enero de 2014. Además, la serie se está transmitiendo en AT-X y BS11 y transmitido con subtítulos en inglés, español y portugués por Crunchyroll para todo el mundo menos Japón. El anime es dirigido por Hiroyuki Hata en el estudio del Proyecto N.º 9 junto al escritor Hideyuki Kurata y música de Ryosuke Nakanishi. Un episodio original será lanzado en Blu-ray incluido con la edición limitada del séptimo volumen del manga, programado para ser publicado el 14 de abril de 2014.
| N.º | Título                                                                                                   | Fecha de Emisión      |
| --- | --- | --------------------- |
| 01  | Mitsuki SOS 美月SOS (Mitsuki SOS)                                                                        | 4 de enero de 2014    |
| 02  | Luminoso entre la tormenta 嵐の中で輝いて (Arashi no Naka de Kagayaite)                                  | 11 de enero de 2014   |
| 03  | Una fruta caída たわわな果実 (Tawawana Kaijitsu)                                                         | 18 de enero de 2014   |
| 04  | Captura el Corazón, Hiyori-chan ハートキャッチ日和ちゃん (Hātokyatchi Hiyori-chan)                       | 25 de enero de 2014   |
| 05  | Cuerpo malo - Ladrón いけないボディ・スナッチャー (Ikenai Bodi Sunatchā)                                 | 1 de febrero de 2014  |
| 06  | ¡Oh! ¡Humano fantasma! おお! 幽霊人間 (Ō! Yūrei Ningen)                                                  | 8 de febrero de 2014  |
| 07  | ¿A tientas? Cosas del Club てさぐり? 部活もの (Tesaguri? Bukatsu Mono)                                   | 15 de febrero de 2014 |
| 08  | Los dos solos en el Acuario 二人きりの水族館 (Futarikiri no Suizokukan)                                  | 22 de febrero de 2014 |
| 09  | Calentador vs. Chef de Hierro バトルヒーター＆料理の鉄人 (Batoruhītā & ryōri no tetsujin)                | 1 de marzo de 2014    |
| 10  | Kanzaki Mitsuki quiere vivir en paz 神前美月は静かに暮らしたい (Kanzaki Mitsuki wa Shizukani Kurashitai) | 8 de marzo de 2014    |
| 11  | Fantasma ~Aparición de baño~ ゴースト〜入浴の幻〜 (Gōsuto 〜Nyūyoku no Maboroshi〜)                      | 15 de marzo de 2014   |
| 12  | Adiós a Hiyori-chan さよなら日和ちゃん (Sayonara Hiyori-chan)                                            | 22 de marzo de 2014   |

#### Opening Theme
"BINKAN Attention (BINKAN あてんしょん)" by Mitsuki Kanzaki, Hiyori Kotobuki, and Yukina Kiritani (Chinami Hashimoto, Yui Ogura, and Hisako Kanemoto)

#### Ending Theme
"Charming Do!" by Yui Ogura

## Recepción y controversia
La serie se ha convertido en objeto de una investigación de decencia en Japón por la Organización de difusión de Ética y Mejoramiento de Programas, tras las quejas y preocupaciones que salieran al aire con escenas que incluyen representaciones sexuales, incesto y temas sexualmente explícitos pero censurados como una chica masturbándose que no coincidían con la franja horaria de emisión por televisión del programa (22:30) en Tokyo MX y Sun TV, lo cual hace que se cambie de horario hasa muy tarde (pasada la media noche) en Sun TV y retrasar la emisión en Tokyo MX por 3 días.
Tim Jones y Nick Browne de THEM Anime Reviews dieron a la serie una calificación general de una estrella, criticando al personaje Hiyori con una falta de desarrollo de los personajes, y el final de la serie. Los críticos concluyeron: "casi le dio dos estrellas porque de alguna forma la historia de fondo fue desarrollada a veces y tenía escenas lindas ocasionales, pero en general era terrible la primera mitad de la serie se centró todo lo que pudieron en Hiyori." En Anime News Network, "Theron Martin dio a la serie una calificación general de C, llegando a la conclusión de que la serie "no es un desastre total, pero se aferra lo suficiente contra sí misma que se encuentra en las categorías inferiores de títulos fanservice orientada a otakus. Lo poco que tiene a su favor es enloquecedoramente corto en elaboración, y al final tibia de una serie sugiere que al menos se requerirá una temporada más para conseguir las respuestas reales".